# Cei Patru Fantastici (2006)
Cei Patru Fantastici (în engleză Fantastic Four: World's Greatest Heroes) este un serial de animație cu supereroi bazat pe benzile desenate Marvel Cei Patru Fantastici. Aceasta este al patrulea serial de animație despre echipă. Serialul a fost coprodus de compania americană Marvel Studios și compania franceză MoonScoop cu participarea Cartoon Network Europe și M6 și distribuit de Taffy Entertainment.

## Episoade
| Premiera originală             | Premiera în România | Nr | Titlu român                        | Titlu englez                        |
| ------------------------------ | ------------------- | -- | ---------------------------------- | ----------------------------------- |
|                                |                     |    |                                    |                                     |
| PRIMUL SEZON                   |                     |    |                                    |                                     |
|                                |                     |    |                                    |                                     |
| 16.09.2006 (S.U.A.)            | 01.10.2007          | 01 | Judecata focului                   | Trial by Fire                       |
|                                |                     |    |                                    |                                     |
| 04.09.2009 (S.U.A.)            | 02.10.2007          | 02 | Orașul cârtiței                    | Doomed                              |
|                                |                     |    |                                    |                                     |
| 02.09.2006                     | 03.10.2007          | 03 | Ziua judecății                     | Doomsday                            |
|                                |                     |    |                                    |                                     |
| 09.09.2006                     | 04.10.2007          | 04 | Distrus                            | Hard Knocks                         |
|                                |                     |    |                                    |                                     |
| 16.06.2007                     | 05.10.2007          | 05 | Vecinul meu e un Skrull            | My Neighbor Was a Skrull            |
|                                |                     |    |                                    |                                     |
| 28.10.2006                     | 08.10.2007          | 06 | Cei 4 înfiorători                  | World’s Tiniest Superheroes         |
|                                |                     |    |                                    |                                     |
| 23.09.2006                     | 09.10.2007          | 07 | Încins                             | Zoned Out                           |
|                                |                     |    |                                    |                                     |
| 30.09.2006 (S.U.A.)            | 10.10.2007          | 08 | Imperius Rex                       | Imperious Rex                       |
|                                |                     |    |                                    |                                     |
| 21.10.2006 (S.U.A.)            | 11.10.2007          | 09 | Maestrul păpușar                   | Puppet Master                       |
|                                |                     |    |                                    |                                     |
| 04.11.2006                     | 12.10.2007          | 10 | Imposibil                          | Impossible                          |
|                                |                     |    |                                    |                                     |
| 23.06.2007 (S.U.A.)            | 15.10.2007          | 11 | Momește și schimbă                 | Bait & Switch                       |
|                                |                     |    |                                    |                                     |
| 30.06.2007 (S.U.A.)            | 16.10.2007          | 12 | Anihilare                          | Annihilation                        |
|                                |                     |    |                                    |                                     |
| 14.07.2007 (S.U.A.)            | 17.10.2007          | 13 | Demolare                           | De-Mole-Ition                       |
|                                |                     |    |                                    |                                     |
| 11.08.2007                     | 18.10.2007          | 14 | Razbunarea Skrullilor              | Revenge of the Skrulls              |
|                                |                     |    |                                    |                                     |
| 25.08.2007 (S.U.A.)            | 19.10.2007          | 15 | Sfori                              | Strings                             |
|                                |                     |    |                                    |                                     |
| 09.06.2007 (S.U.A.)            | 22.10.2007          | 16 | Înspăimântător                     | Frightful                           |
|                                |                     |    |                                    |                                     |
| 27.04.2007 01.09.2007 (S.U.A.) | 23.10.2007          | 17 | Judecata de apoi                   | Doomsday Plus One                   |
|                                |                     |    |                                    |                                     |
| 09.06.2007 18.01.2010 (S.U.A.) | 24.10.2007          | 18 | Leacul                             | The Cure                            |
|                                |                     |    |                                    |                                     |
| 18.08.2007 27.01.2010 (S.U.A.) | 25.10.2007          | 19 | Timp expirat                       | Out Of Time                         |
|                                |                     |    |                                    |                                     |
| 15.09.2007 28.01.2010 (S.U.A.) | 26.10.2007          | 20 | Atlantis atacă!                    | Atlantis Attacks!                   |
|                                |                     |    |                                    |                                     |
| 01.09.2007 (S.U.A.)            | 29.10.2007          | 21 | Jocuri cu scoici                   | Shell Games                         |
|                                |                     |    |                                    |                                     |
| 06.10.2007 08.02.2010 (S.U.A.) | 30.10.2007          | 22 | Johnny Furtună și poțiunea focului | Johnny Storm And The Potion Of Fire |
|                                |                     |    |                                    |                                     |
| 13.10.2007 22.02.2010 (S.U.A.) | 31.10.2007          | 23 | Concurs de campioni                | Contest of Champions                |
|                                |                     |    |                                    |                                     |
| 20.10.2007 23.02.2010 (S.U.A.) | 01.11.2007          | 24 | Cuvântul morții e lege             | Doom’s Word Is Law                  |
|                                |                     |    |                                    |                                     |
| 24.02.2010                     | 17.11.2007          | 25 | Chestia foarte chestie             | Molehatten                          |
|                                |                     |    |                                    |                                     |
| 25.02.2010                     | 17.11.2007          | 26 | Vânătoarea de gunoieri             | Scavenger Hunt                      |
|                                |                     |    |                                    |                                     |

## Difuzare
În Statele Unite, serialul a suferit o difuzare neregulată pe Cartoon Network, având premiera ca parte a Toonami pe 2 septembrie 2006. A rulat doar pentru opt din cele 26 de episoade ale sezonului înainte de a fi scos fără explicație. A revenit pe canal pe 9 iunie 2007, la scurt timp înainte de lansarea filmului Cei patru fantastici: Ascensiunea lui Silver Surfer. În a doua rulare s-au difuzat doar nouă episoade, lăsând nouă rate nedifuzate în SUA. S-a difuzat pe Boomerang pentru o scurtă vreme înainte de a fi mutat pe Nicktoons care a difuzat ultimile episoade.

## Legături externe
- Site web oficial la Marvel.com
- Cei Patru Fantastici la Internet Movie Database
- Cei Patru Fantastici la TV.com